# Megastigmus borus
Megastigmus borus är en stekelart som beskrevs av Walker 1839. Megastigmus borus ingår i släktet Megastigmus och familjen gallglanssteklar. Inga underarter finns listade i Catalogue of Life.